# Mont Zaō
Le mont Zaō (蔵王山, Zaō-san) est un volcan du parc quasi national de Zaō, situé à cheval sur les deux préfectures de Yamagata et de Miyagi, sur l'île de Honshū, au Japon. Cette montagne de l'arc volcanique Nord-Est du Japon supporte plusieurs pics dont le mont Kumano, son point culminant à 1 841 m, et sa caldeira sommitale contient un lac dont la couleur de l'eau varie selon les conditions climatiques.
La ville d'eaux, Zaō Onsen, à son pied, exploite une source chaude découverte au IIe siècle. Le mont Zaō constitue un complexe touristique doté d'une station de sports d'hiver, de onsens, et d'un réseau de téléphériques facilitant l'accès aux sentiers de randonnée des pentes et du sommet du volcan.
Son nom figure sur la liste des 100 montagnes célèbres du Japon.

## Toponymie
Depuis des temps immémoriaux, l'espace montagnard local est vénéré par le peuple japonais. Connexion entre le ciel et la terre, les montagnes sont une source de l'eau qui irrigue les rizières, offrent des étendues de terres cultivables, et diverses ressources vivrières. Ainsi, dans l'ancienne province de Dewa, le plus haut sommet d'une montagne, considérée comme étant la demeure de Kongō Zaō Bosatsu ou, plus couramment Zaō Gongen (蔵王権現), la divinité protectrice des adeptes du shugendō, est l'objet d'un culte shintō. Périmètre sacré de la religion autochtone du Japon, le nom de la déité qu'elle héberge lui est attribué,.

## Géographie
Le mont Zaō est un volcan des monts Zaō, un groupe de volcans des monts Ōu. Il est situé à cheval sur les deux préfectures de Yamagata et Miyagi, sur l'île de Honshū, au Japon. Dans la préfecture de Yamagata, il s'étend sur la limite est de la ville de Kaminoyama, la limite sud-est de Yamagata, capitale de la préfecture du même nom, et, dans la préfecture de Miyagi, sur la limite sud-ouest du bourg de Kawasaki, la limite ouest du bourg de Zaō, et la limite nord-ouest de la ville de Shiroishi. Il appartient au parc quasi national de Zaō, 275 km, à vol d'oiseau, au nord-est de l'agglomération de Tokyo. Cet édifice volcanique, essentiellement constitué de roches magmatiques (andésite et basalte), est composé de plusieurs volcans, dont les principaux sont les monts Torikabuto (1 387 m), Gorō (1 413 m), Jizō (1 736 m), Goshiki (1 674 m), Katta (1 758 m), et Kumano (1 841 m), son point culminant. Une caldeira en forme de fer à cheval, d'environ 2 km de diamètre (la caldeira Umanose), occupe son centre. Sur le fond de celle-ci s'élève une seconde caldeira : le mont Goshiki. Le plancher de celle-ci est comblé par un lac de cratère de 360 m de diamètre et 40 m de profondeur, : le lac Okama (altitude 1 550 m), couramment appelé étang Goshiki,,, un terme générique pour désigner une étendue d'eau aux couleurs changeantes selon les conditions atmosphériques — de vert émeraude à vert jade, dans le cas du lac Okama,. De l'intérieur de la caldeira centrale et de son versant sud, des cours d'eau s'écoulent dans la direction de l'Est. Ils alimentent la rivière Matsu, un affluent secondaire du fleuve Abukuma qui serpente dans le bourg de Zaō.
Chaque année, au cœur de l'hiver, lorsque le mercure descend sous les −10 °C, les pentes du mont Zaō présentent un spectacle populaire : les « monstres des neiges ». Des milliers de conifères recouverts de neige gelée, apportée par un vent froid et humide venu de Sibérie, via la mer du Japon, forment des silhouettes aux formes d'êtres animés géants. À la nuit tombée, le site est éclairé par des illuminations de différentes couleurs,,.

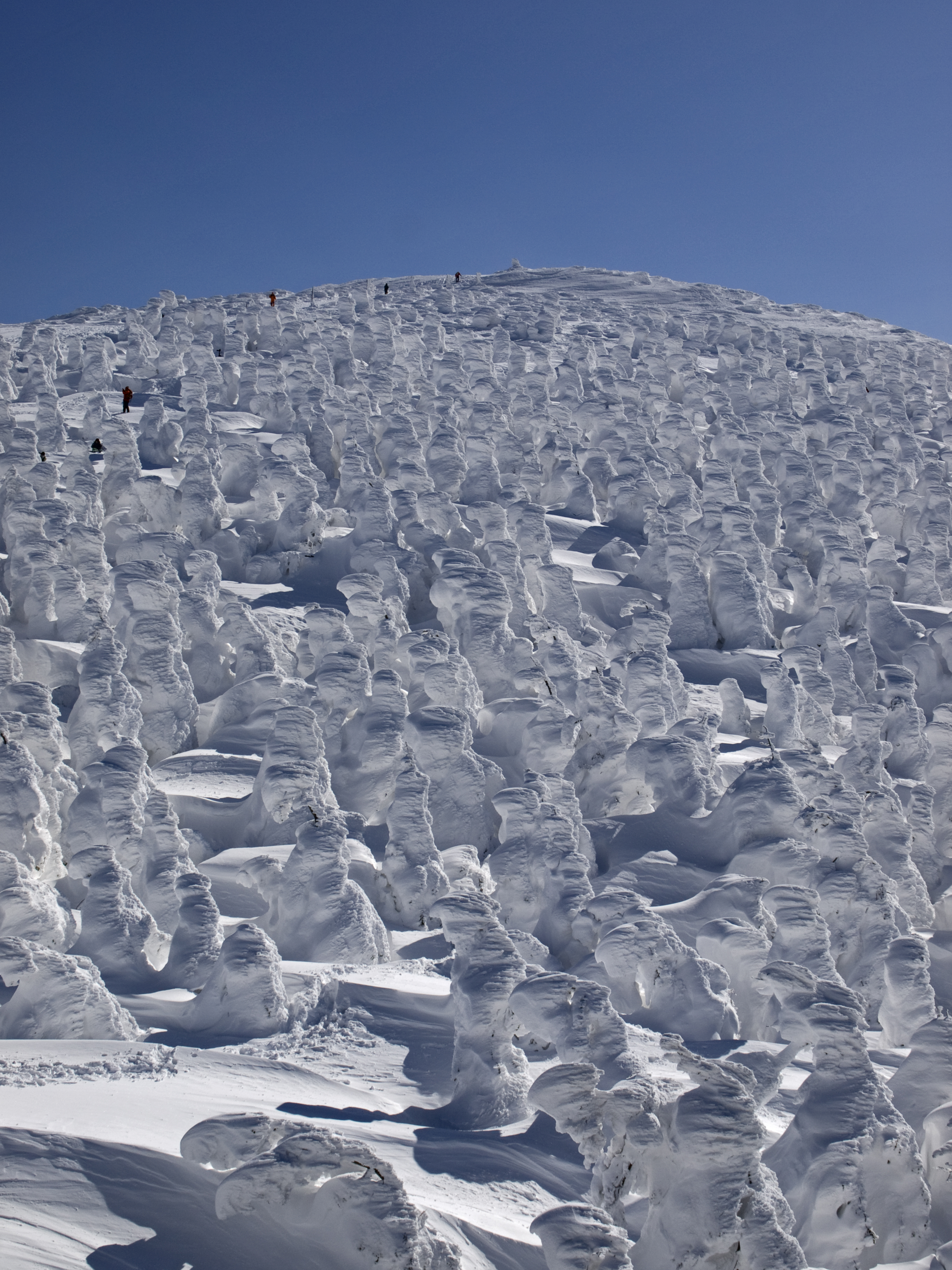
Les « monstres des neiges » du mont Zaō.
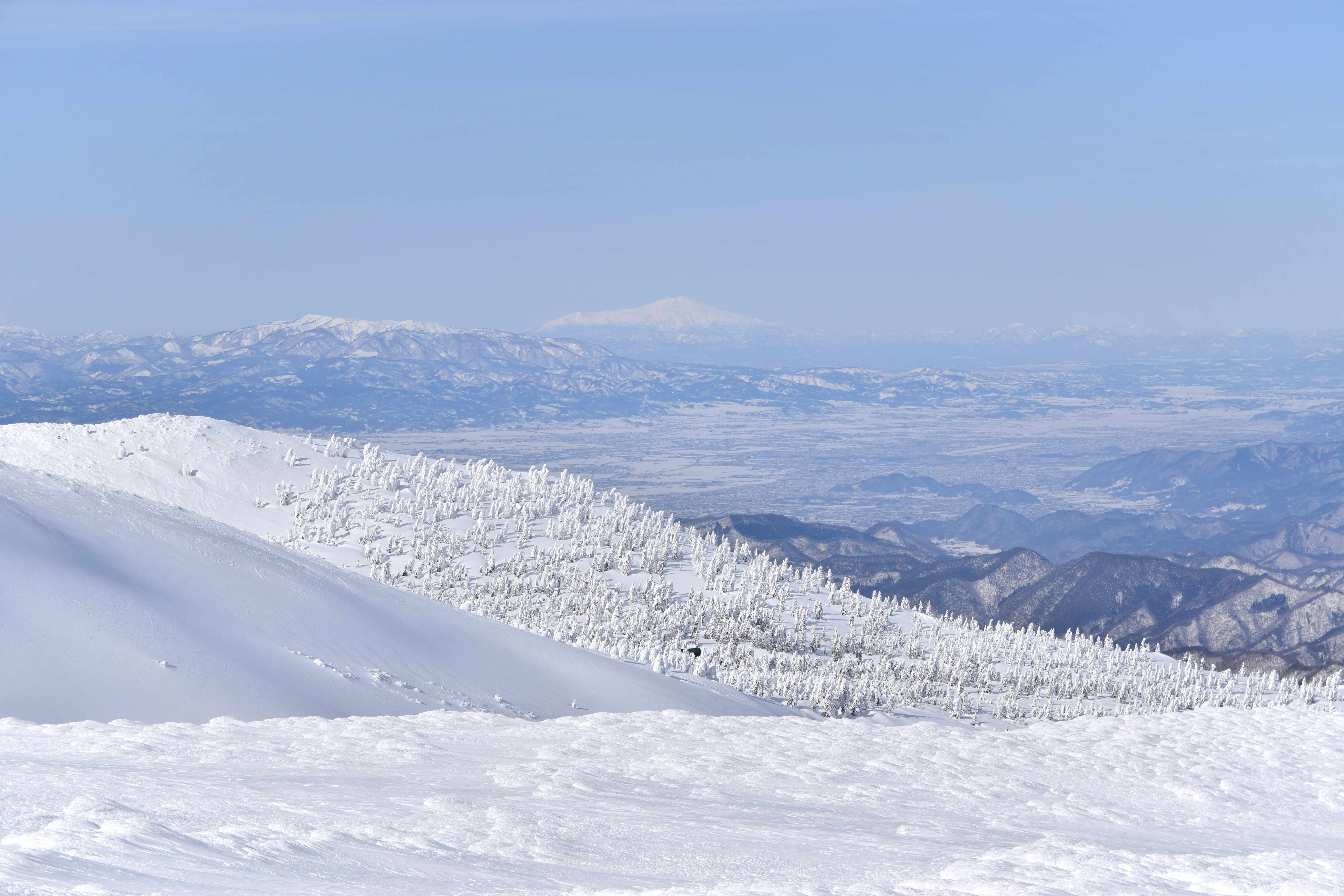
Vue depuis le mont Zao en hiver
Représentation 3 D du mont Zaō.
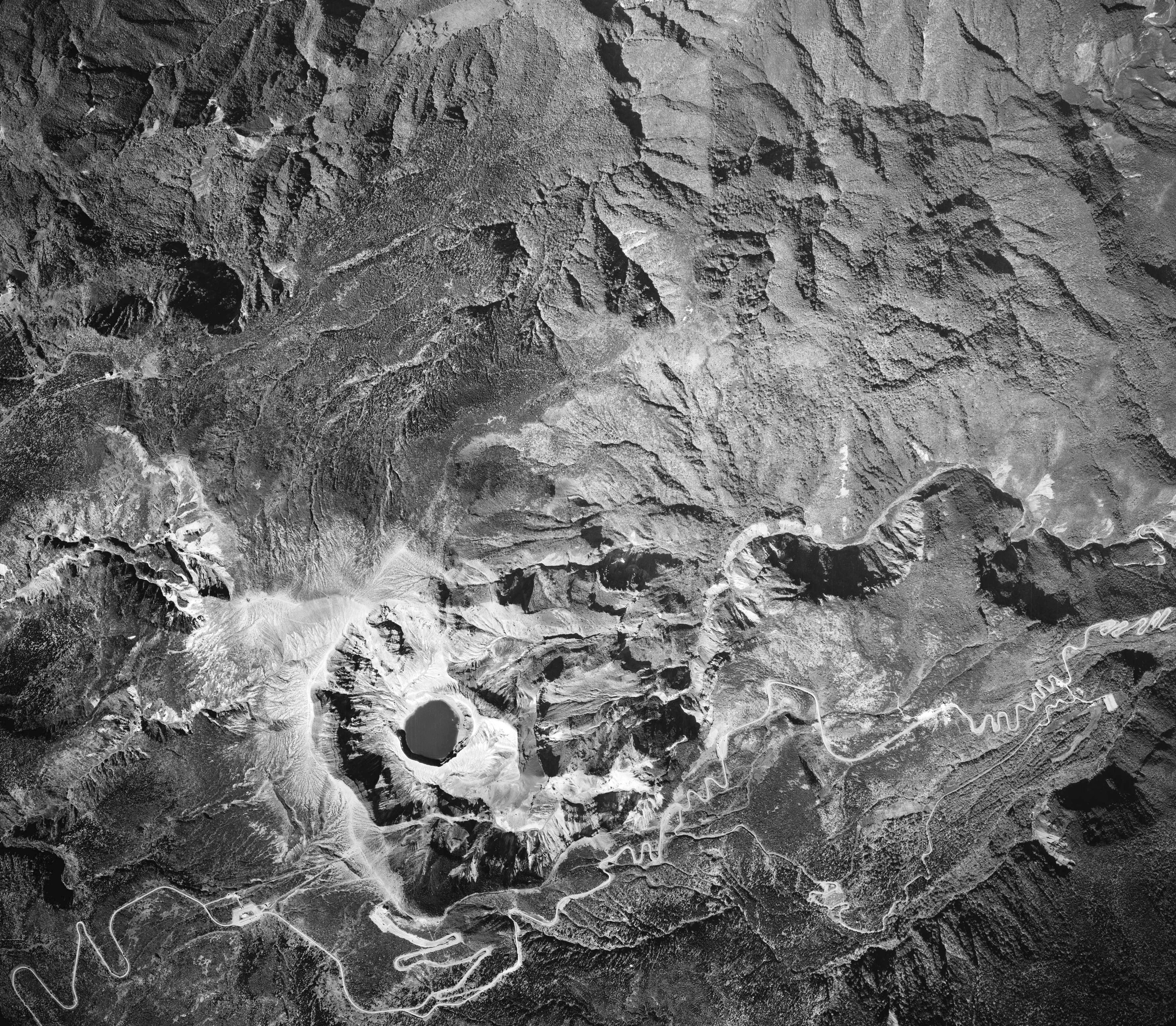
Vue aérienne du mont Zaō (1970).
- Vue du lac Okama (2013).

## Histoire

### Histoire éruptive
La formation du mont Zaō débute entre 1 Ma et 700 000 ans BP. Après une période de sommeil de 300 000 ans, des coulées de lave andésitique émergent de fissures de la croûte terrestre et donnent naissance à la structure de base de l'édifice volcanique, les monts Katta et Kumano, notamment. La caldeira sommitale Umanose apparaît il y a environ 30 000 ans. Des éruptions explosives, émettant de la lave faite de basalte et d'andésite, se produisent simultanément, et se poursuivent, par intermittence, jusqu'à l'ère commune. Le mont Goshiki, un cône volcanique formé dans la caldeira Umanose, est actif depuis 2 000 ans,.
L'Agence météorologique du Japon, se conformant à des normes internationales depuis 2003, considère qu'un volcan est actif s'il est entré en éruption au cours de l'Holocène, soit depuis les 10 000 dernières années environ, ou s'il manifeste une activité géothermique importante. Par conséquent, elle classe le mont Zaō dans sa liste des volcans actifs du Japon.

### Histoire humaine
À l'ère commune, plusieurs éruptions du mont Zaō ont été enregistrées, notamment en 773, 1183, 1230, 1694, 1867, 1919, 1940,. La plupart ont eu lieu dans la caldeira Umanose. Le 22 novembre 1230, des éjectas, produits par le volcan et projetés au loin, font de nombreuses victimes humaines et animales. Le 29 mai 1694, une éruption, provenant possiblement du mont Goshiki, détruit un sanctuaire. Le 30 août de la même année, un séisme provoque des éboulements le long des pentes de la montagne. La roche volcanique s'accumule dans les cours d'eau des environs et y libère des gaz toxiques. Une multitude de poissons sont découverts morts. Le 21 octobre 1867, de l'eau boueuse et chargée en soufre déborde du lac Okama et fait trois victimes.
Durant les années 1939 et 1940, des éruptions phréatiques sont observées, et, dans les années 1990, de fréquents tremblements de terre secouent le volcan,.

## Activités

### Tourisme
Le mont Zao et ses environs forment un vaste complexe touristique destiné à la randonnée pédestre, au thermalisme et à la pratique du ski. Trois lignes (en) de téléphérique permettent d'accéder aux sentiers de randonnée, le long des pentes du volcan, aux abords de son sommet, et sur le haut plateau où les « monstres des neiges » appelés juhyō (樹氷, littéralement « arbres glacés ») apparaissent durant la période hivernale. Ces monstres sont des sapins Aomori (Abies mariesii) recouverts de glace soufflée par le vent, elle-même recouverte de neige.
La station de téléphérique est située dans le sud-est de la ville de Yamagata, près de la station thermale Zaō desservie par plusieurs voies routières. La source chaude exploitée par cette dernière a été découverte au début du IIe siècle. Son eau, naturellement chargée en soufre et acide, est réputée adoucir la peau, ce qui vaut à la source le nom de « fontaine de beauté ». Ce village thermal possède une station de sports d'hiver : la station Yamagata Zao onsen (en), un parc skiable de 305 ha qui a accueilli la sixième édition de la Coupe du monde féminine de saut à ski.

### Protection environnementale
Le mont Zaō et ses immédiats environs sont protégés depuis 1963 dans le parc quasi national de Zaō qui s'étend sur 396,35 km2 (40 km du nord au sud), sur les deux préfectures de Yamagata et Miyagi,.